# 予知
| ウィキペディアには「予知」という見出しの百科事典記事はありません（タイトルに「予知」を含むページの一覧/「予知」で始まるページの一覧）。 代わりにウィクショナリーのページ「予知」が役に立つかもしれません。 |